# Aimé Rutot
Aimé Rutot, né le 6 août 1847 à Mons et mort le 3 avril 1933 à Bruxelles, est un préhistorien et paléoartiste belge.

## Biographie

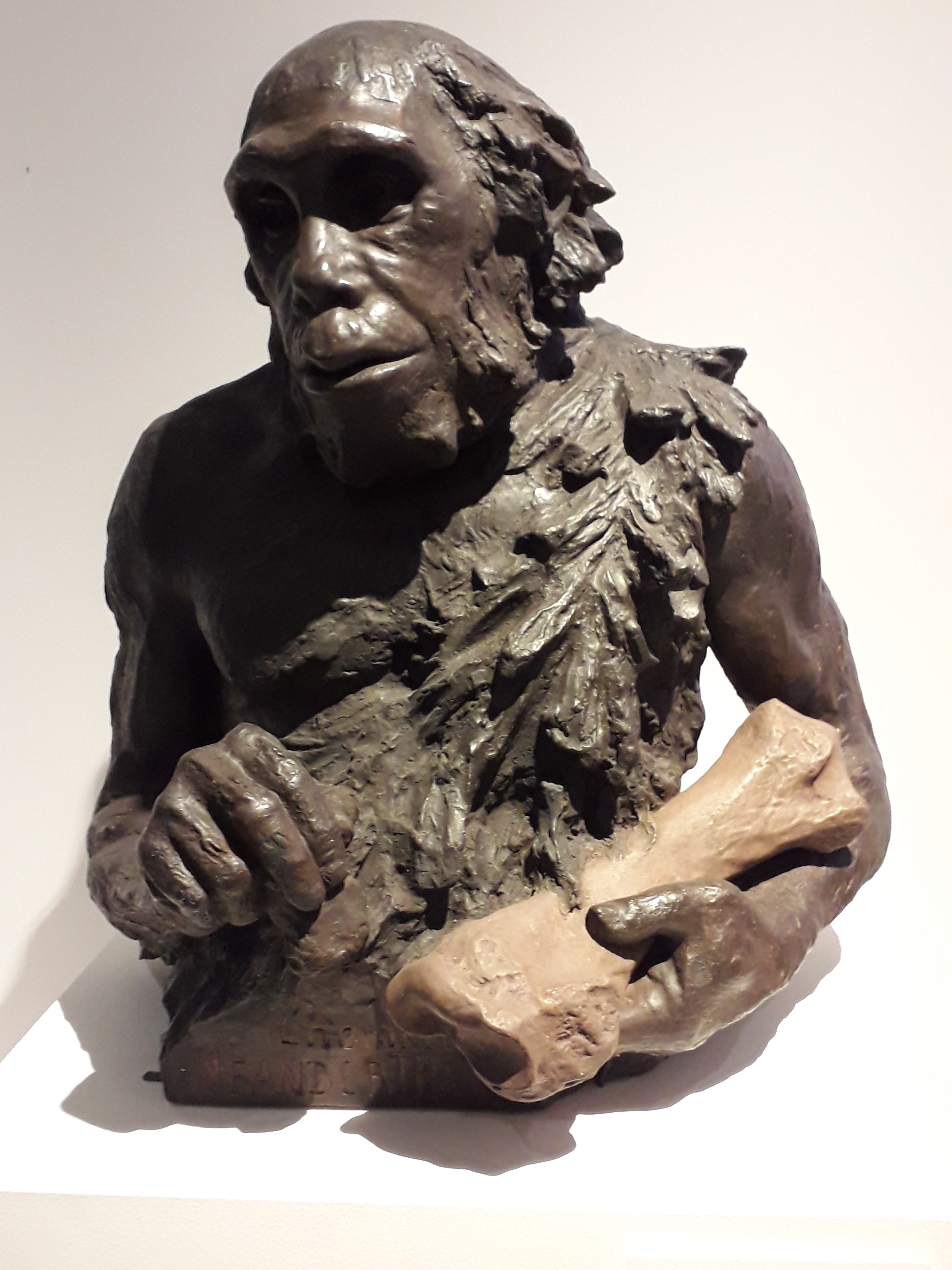
L'Homme de Néandertal, reconstitution en plâtre peint de Louis Mascré et Aimé Rutot, 1909-1914. Musée de l'Homme, Paris.

Aimé Rutot est né en 1847 à Mons, en Belgique. Il est archéologue, spécialisé dans la Préhistoire, auteur d'articles savants, mais aussi de sculptures reconstituant les hommes préhistoriques. Il meurt en 1933.
Il est inhumé au Cimetière de Bruxelles à Evere.